# Rivodutri
Rivodutri és un comune (municipi) de la província de Rieti, a la regió italiana del Laci, situat a uns 70 km al nord-est de Roma i a uns 13 km al nord de Rieti. A 1 de gener de 2019 la seva població era de 1.199 habitants.
Poggio Moiano limita amb els següents municipis: Colli sul Velino, Leonessa, Morro Reatino, Poggio Bustone, Polino i Rieti.

## Ciutats agermanades
- Seregélyes,[2] Hongria
- Candelario,[2] Espanya